# クラスで陰キャの俺が実は大人気バンドのボーカルな件
『クラスで陰キャの俺が実は大人気バンドのボーカルな件』（クラスでいんキャのおれがじつはだいにんきバンドのボーカルなけん）は、夜桜ユノによる日本のライトノベル作品である。2019年11月20日より「小説家になろう」で連載されている。2020年8月11日には同サイト内で現実恋愛年間1位を獲得している。2020年10月30日よりPASH!ブックス（主婦と生活社）で同作の書籍化がなされた。イラストはみすみ。
メディアミックスとして、釘宮あつきによるコミカライズが『PASH UP!』にて2021年2月19日より連載されている。

## あらすじ
中高生に大人気の覆面バンド「ペルソニア」のボーカル「シオン」は、周りに熱狂的なファンが多い中、家族に迷惑がかからないように白星高校では「須田凛月」として冴えない陰気な生徒に徹している。

## 登場人物
須田凛月（すだ りつき）/ シオン
主人公。学校ではテストで学年1位を常にキープする秀才だが、顔半分を髪の毛で隠し、かつ伊達メガネをかけているため、クラスメイトからは基本的にキモヲタ扱いされており、「鬼太郎」のあだ名で呼ばれている。
裏では、超人気バンド「ペルソニア」のボーカル「シオン（Xion）」としての顔を持ち、「七色の声」と呼ばれるほどの広い音域を誇る。顔は非常に美形かつ中性的で、女装すると美少女にしか見えない。
少々シスコンの気がある。
須田あかね（すだ あかね）
凛月の妹。凛月がシオンの正体であることを（家族なので当然だが）知っている。
日陰琳加（ひかげ りんか）
凛月と学校で同級生の女子。不良女子のリーダー格だが、腕っぷしの良さに加え周囲の友人にノセられた結果そうなってしまっただけで、素の性格は善人。ペルソニア、特にシオンのファンでもある。
椎名結衣（しいな ゆい）/ シーナ
凛月と学校では同学年（隣のクラス）の女子。小柄で銀髪。凛月に恋愛感情を抱いている模様。
「ペルソニア」のドラム担当「シーナ (Xina) 」でもあり、演奏時にはジャック・オー・ランタンの被り物にマント姿で舞台に立つのが恒例。
蓮見恋夏（はすみ れんか）
凛月の家の近所にある書店「蓮見書店」の一人娘。凛月とは同級生で、二人共漫画好きであることからヲタク友達となっている。
朝宮栞（あさみや しおり）
凛月の同級生で、アイドルグループ「シンクロにシティ」のリーダー格。
姫里明（ひめさと あかり）
「シンクロにシティ」のメンバーの一人。
有村美穂（ありむら みほ）
「シンクロにシティ」のメンバーの一人。凛月によれば性格は「しっかり者」。

## 既刊一覧

### 小説
- 夜桜ユノ（著）・みすみ（イラスト） 『クラスで陰キャの俺が実は大人気バンドのボーカルな件』 主婦と生活社〈PASH!ブックス〉、既刊1巻（2020年10月30日現在）
  1. 2020年10月30日発売[4]、ISBN 978-4-391-15506-8

### 漫画
- 釘宮あつき（漫画）・ 夜桜ユノ（原作）・みすみ（キャラクター原案） 『クラスで陰キャの俺が実は大人気バンドのボーカルな件』 主婦と生活社〈PASH!コミックス〉、既刊1巻（2022年8月5日現在）
  1. 2022年8月5日発売[5]、ISBN 978-4-391-15811-3